# Tristes (Ovidio)

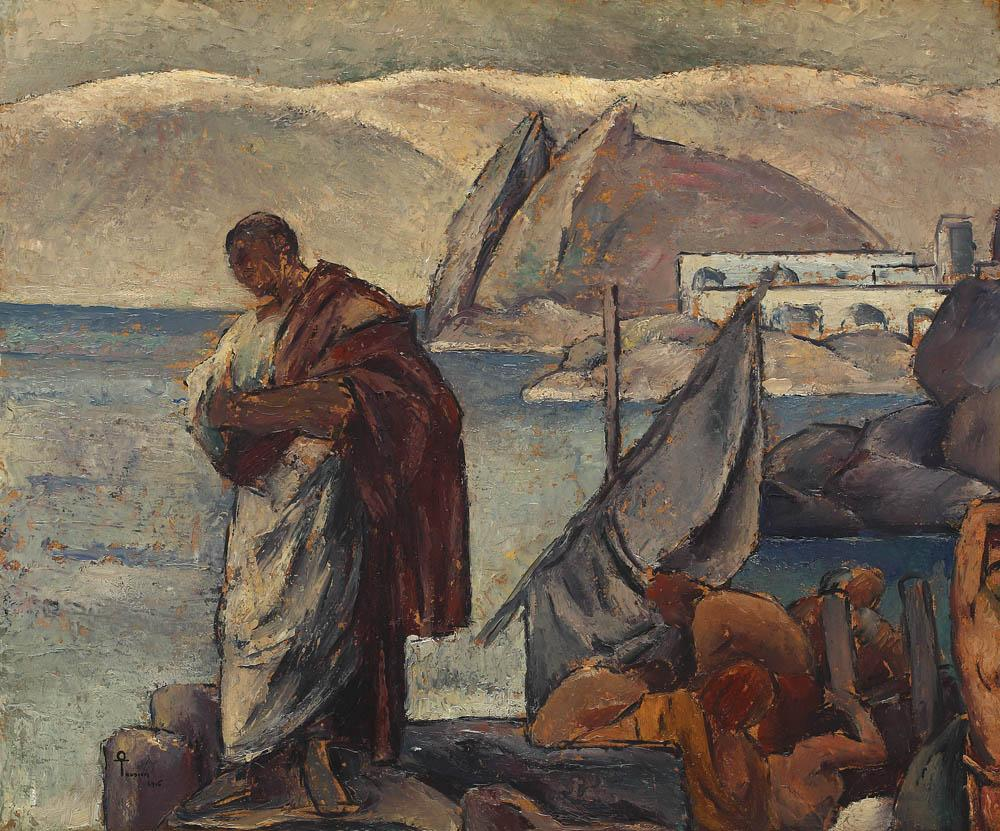
Ovidio en el exilio, óleo sobre cartón de Ion Theodorescu-Sion, 1915

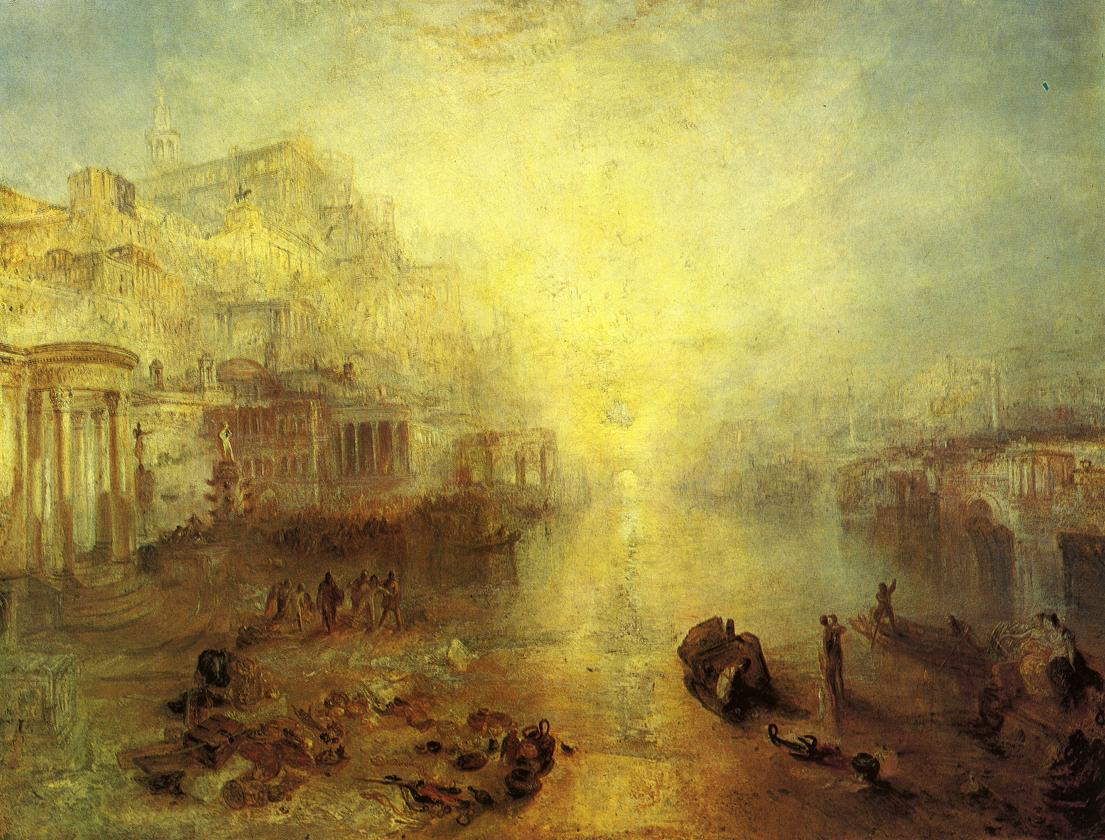
Ovidio desterrado de Roma (1838) por Turner

Las Tristezas o Tristes (Tristia en latín) son cinco libros de poesía elegíaca en forma de 50 epístolas o cartas en dísticos elegíacos del poeta latino de Sulmona Publio Ovidio Nasón, compuestos al principio y durante los primeros años de su forzado destierro en Tomis, cerca de la actual Constanza (Rumanía), a orillas del mar Negro. A este volumen le siguió otro, también de epístolas en verso elegíaco, titulado Epistulae ex Ponto / Pónticas.
En las Tristia el poeta, expulsado de Roma el año 8 después de Cristo por el emperador Octavio Augusto a los confines del Imperio, probablemente por el contenido lascivo de los versos que forman su Ars amatoria o Ars amandi, que disgustaron al ya anciano emperador, se dirige en forma epistolar, pero en dísticos elegíacos, pidiendo perdón al emperador (libro II, elegía única), a su esposa, familiares y amigos (tanto los fieles como los traidores) para que favorezcan su retorno y, luego, conforme va perdiendo la esperanza de volver algún día a Roma, a la Posteridad, meditando sobre su vida solitaria en el rincón más apartado del Imperio Romano y lamentándose por el hostil y poco refinado ambiente que lo rodea, al que no está acostumbrado, pero, también, adaptándose a él casi sin querer, de forma que incluso llega a aprender la lengua de los Escitas y a componer algunos versos en ella o a recurrir a los consuelos del Estoicismo y de su fama postrera. A veces también personaliza a su propio libro, a quien habla como si fuera un mensajero de su esperanza, en lo que muestra una subjetividad muy moderna. Describe una región inhóspita, remota y peligrosa, expuesta al ataque de los pueblos bárbaros fronterizos. En la elegía décima del cuarto libro, justamente famosa, hace un resumen biográfico de su vida y de los comienzos de su vocación poética:

«Saepe pater dixit: "Studium quid inutile temptas? / Maeonides nullas ipse reliquit opes". / Motus eram dictis, totoque Helicone relicto / scribere conabar verba soluta modis. / Sponte sua carmen numeros veniebat ad aptos, / et, quod temptabam dicere, versus erat.» «A menudo mi padre me decía: "¿Por qué te aplicas a un estudio inútil? El mismo Meónida [Homero] no dejó fortuna". / Instigado por sus palabras, dejé enteramente el Helicón / probando a escribir palabras libres de ritmo. / Pero espontáneamente se formaba un canto en adecuados metros / y cuanto intentaba decir era verso.» Ovidio, Tristia, lib. IV, eleg. X, 21-26.

El segundo libro de los cinco que forman las Tristia es todo él un solo gran poema de 578 versos estructurado como un discurso jurídico de defensa: el poeta admite su culpabilidad y rebate ampliamente las acusaciones sobre su poesía, pero deja incógnito su error; el único indicio que muestra es que se relacionaba con algo que vio y disgustó a Octavio Augusto, quizá el adulterio de su hija Julia. Estos libros fueron seguidos luego por otros libros de elegías, las  Epistulae ex Ponto o "Cartas marinas", también conocidas como Pónticas, cuarenta y seis cartas de contenido similar o muy parecido agrupadas en cuatro libros, de los cuales sólo parecen haber sido confeccionados por el propio autor los tres primeros, de forma que el cuarto debió ser póstumo. Aparte de sus valores puramente líricos y autobiográficos, las Tristes o Tristezas contienen también muchas clarividentes reflexiones sobre la poesía y crítica literaria.
Los poemas se ven agrupados en cinco libros compuestos en forma de dísticos elegíacos (un hexámetro más un pentámetro) y resultan ser, como su propio título indica, todo un canto a la nostalgia y a la melancolía; a lo largo de todas las épocas han servido para consolar los sentimientos que sufre cualquier persona obligada al exilio, siendo imitadas por muchos escritores, por ejemplo Osip Mandelstam o Vintila Horia en su novela Dios ha nacido en el exilio. La conocía y citaba Miguel de Cervantes y fueron leídas por los poetas españoles Francisco de Quevedo y el embajador y poeta Bernardino de Rebolledo, que encontraban en la situación de Ovidio muchas semejanzas con la suya, y en el siglo XVIII fueron traducidas, comentadas e impresas con el texto latino y junto a las Pónticas por el alférez de fragata Ignacio Suárez de Figueroa en su Comento de P. Ovidio Nason a los libros de Tristes, Ponto, y Carta à Livia (Madrid: Francisco del Hierro, 1727), reimpreso por tercera vez en 1733. Actualmente existen traducciones al español de M. A. Marcos Casquero (1991), J. González Vázquez (1992), R. Herrera Montero (2002) y Eulogio Baeza Angulo (2005).